# Kulturpalast

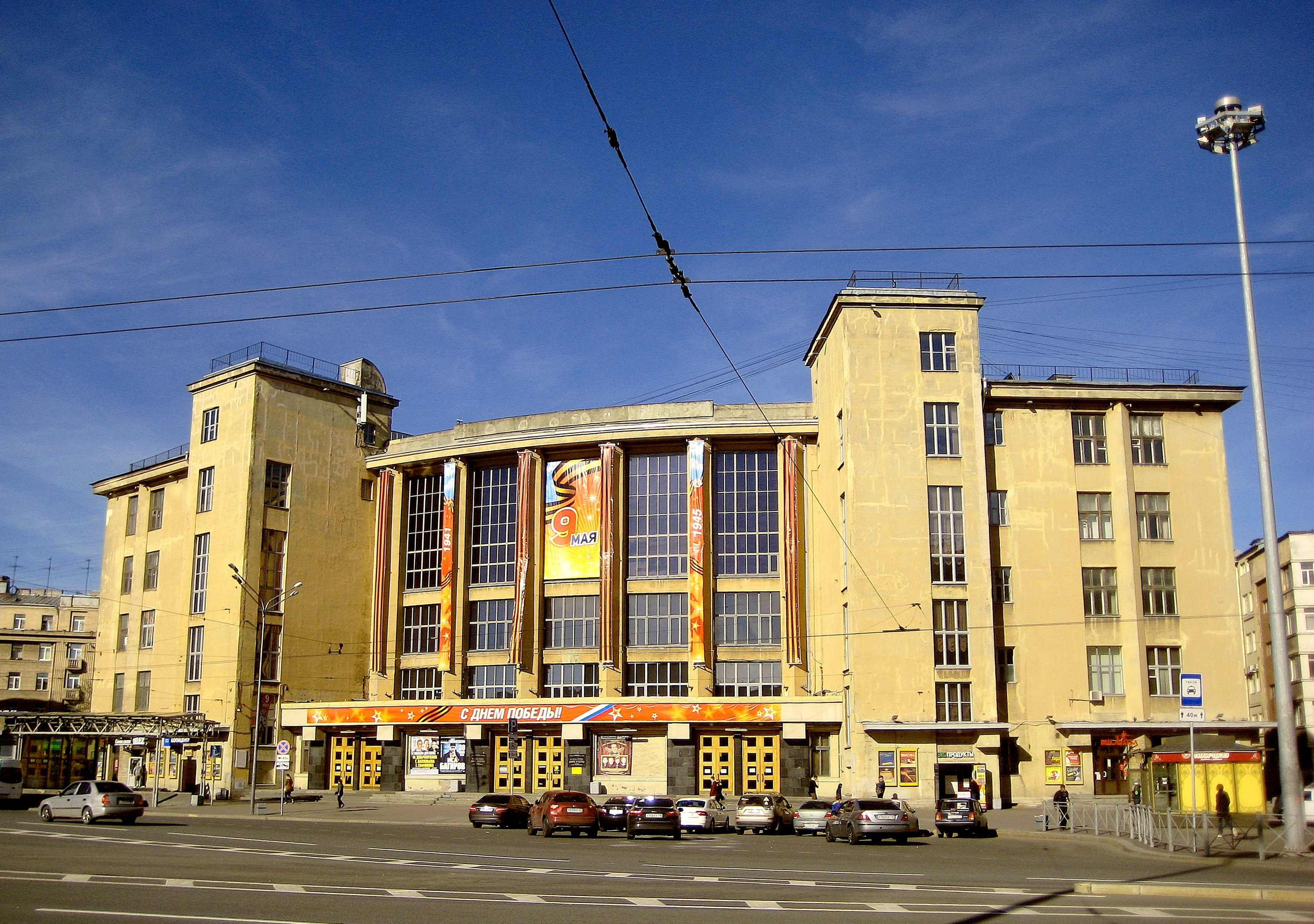
Erster Kulturpalast der Sowjetunion in St. Petersburg (eröffnet 1927)

Kulturpalast hießen und heißen in sozialistischen und ehemals sozialistischen Ländern repräsentative Gebäude, die zur Förderung kultureller Zwecke erbaut wurden und häufig mit Einrichtungen wie Kino, Theater, Diskothek, Restaurant, Ausstellungshalle, Bibliothek, Sportanlage und Veranstaltungssaal ausgerüstet wurden.

## Entwicklungsgeschichte
Bereits im 19. Jahrhundert entstanden in vielen Teilen Europas Volkshäuser für die Arbeiterklasse, die durch Gewerkschaften und Parteien finanziert wurden. Mit der Oktoberrevolution kamen in Russland zudem zahlreiche Gebäude durch Enteignung in die Hände der Bolschewiki, für die sie eine neue Nutzung suchten. Dazu zählten unter anderem auch Klubhäuser, also Bauwerke, die von Klubs und Fabriken für Veranstaltungen und das Vereinswesen errichtet wurden und nur von Klubmitgliedern betreten werden durften. Die Bolschewiki öffneten diese Klubhäuser auch für die Belegschaft der Fabriken und gaben ihnen neue Namen. So wurde aus dem 1897 erbauten Klubhaus der Iljitsch Eisen- und Stahlwerke Mariupol (mit Bibliothek, Billardzimmer und Klubräumen) zunächst das Karl-Marx-Klubhaus und 1957 der Karl-Marx-Kulturpalast oder aus dem Continental-Hotel in Mariupol 1933 der Kulturpalast der Asow-Stahl-Fabrik (russisch Дворец культуры завода Азовсталь) und später der Jugendkulturpalast.
Mit der Ausbreitung des sowjetischen Einflusses wuchs auch die Zahl der Kulturpaläste in anderen Ländern. Der Umnutzung bereits vorhandener Gebäude folgten zudem Neubauten, die heute teilweise als problematisch empfunden werden, da für einige der neuen Gebäude Platz geschaffen werden musste. So wurden für den Kulturpalast in Tirana der alte Basar und eine Moschee zerstört. In den sozialistischen Städten gab es bald drei Typen voneinander sehr ähnlichen Kultureinrichtungen: das Klubhaus für einzelne Berufsgruppen und eher typisch für Städte, das Kulturhaus, meist im Auftrag einer Einrichtung (z. B. in der DDR durch eine Landwirtschaftliche Produktionsgenossenschaft) errichtet und auch häufiger in Dörfern zu finden (siehe etwa die Liste der Kulturhäuser in der DDR), und den Kulturpalast, der schon durch seinen Namen – aber auch durch Größe und Aussehen – herausgehoben war und ebenfalls häufig durch eine Einrichtung – etwa ansässige Industriebetriebe – ermöglicht wurde (z. B. der Kulturpalast Iskra in Mariupol durch den Maschinenbaukonzern Asowmasch). Eine klare Trennung ist aber nicht auszumachen, und so gibt es etwa auch einen Kulturpalast der Bergarbeiter in Qaraghandy, einen Kulturpalast der Chemiker in Sjewjerodonezk oder einen Kulturpalast der Matrosen in Mariupol.
Ein typisches Beispiel für diese Aufteilung ist dennoch die russische Stadt Obninsk, die alle drei Typen aufwies: das Klubhaus der Bauschaffenden, das Kulturhaus des Physikalisch-Energetischen Instituts und den Kulturpalast des Betriebs «Signal». Obwohl sich diese dem Namen nach unterschieden, agierten sie letztendlich koordiniert und wurden von der Gewerkschaft Profsojus-36 gesteuert. Kulturveranstaltungen wurden je nach erwarteter Besucheranzahl zugeteilt. Neben Freizeitveranstaltungen, Feierlichkeiten und Zusammenkünften von Arbeitskreisen und Amateurvereinen nutzte man die Gebäude auch für Parteiversammlungen und Konferenzen.
Die Vermischung von Politik und Kultur wird auch in den artverwandten Kongresspalästen sowie den Palästen der Republik sichtbar. So entstand der Staatliche Kremlpalast in Moskau zunächst als Gebäude für die Parteitage der Kommunistischen Partei, wurde aber bald auch als Veranstaltungsort genutzt. Der Palast der Republik in Minsk oder der Palast Ukrajina in Kiew wurden zu wichtigen Orten für politische und kulturelle Großveranstaltungen. Der 2008 abgerissene Palast der Republik in Berlin mit mehreren Sälen und Restaurants wies viele Elemente eines Kulturpalastes auf und wurde zusätzlich als Parlamentsgebäude konzipiert und genutzt.
Das Ziel der drei Typen von Kultureinrichtungen war die Verbreitung der Ideologie der jeweils herrschenden sozialistischen oder kommunistischen Partei. Mit dem Niedergang der jeweiligen Firmen und Parteien wurden die Kultureinrichtungen unrentabel und aufgegeben, teils verkauft oder an die jeweiligen Städte abgetreten. In Ländern wie der Ukraine oder Russland setzten viele aber auch den Betrieb ohne den starken Parteieinfluss fort. Sie versuchen dabei insbesondere jungen Menschen Beschäftigungsmöglichkeiten zu bieten, diese aber auch im Sinne des Staates zu erziehen sowie kulturelle Angebote wie Tanz- und Gesangsgruppen für Erwachsene zu fördern.

### Namensänderungen
Die Bezeichnung Kulturpalast überlebte in einigen Fällen die politischen Umbrüche im späten 20. Jahrhundert und frühen 21. Jahrhundert nicht. So wurde aus dem Prager Kulturpalast das Kongresszentrum Prag, aus dem Mariupoler Kulturpalast der Erbauer das Kulturzentrum Liwobereschna oder aus dem Kultur- und Wissenschaftspalast in Riga das Hochhaus der Wissenschaftsakademie. Dennoch wurde der Begriff weiter für Kultureinrichtungen benutzt und teilweise auch in die neuen Namen der Gebäude übernommen. So wurde aus dem Mariupoler Kulturpalast der Metallurgen der Städtische Kulturpalast «Ukrainisches Haus» oder aus dem Kulturpalast der Matrosen der Städtische Kulturpalast «Tschajka». Daneben heißen mehrere in Usbekistan neu erbaute Gebäude in der Tradition der Kulturpaläste ebenfalls Palast (etwa der Palast der Künste in Fargʻona von 2014 oder der 2009 eröffnete Internationale Forum-Palast in Taschkent).
In einigen Ländern tilgte man nach politischen Umbrüchen Begriffe, die als sozialistisch empfunden wurden. So wurde 2008 aus dem Kulturpalast der Völkerfreundschaft in Taschkent der Kulturpalast «Unabhängigkeit» (usbekisch: Istiqlol sanʼat saroyi), was aber 2018 wieder rückgängig gemacht wurde. Benennungen nach sozialistischen Politikern verschwanden ebenfalls teilweise, etwa in Bitterfeld oder Böhlen.

## Regionale Verteilung und Gestalt

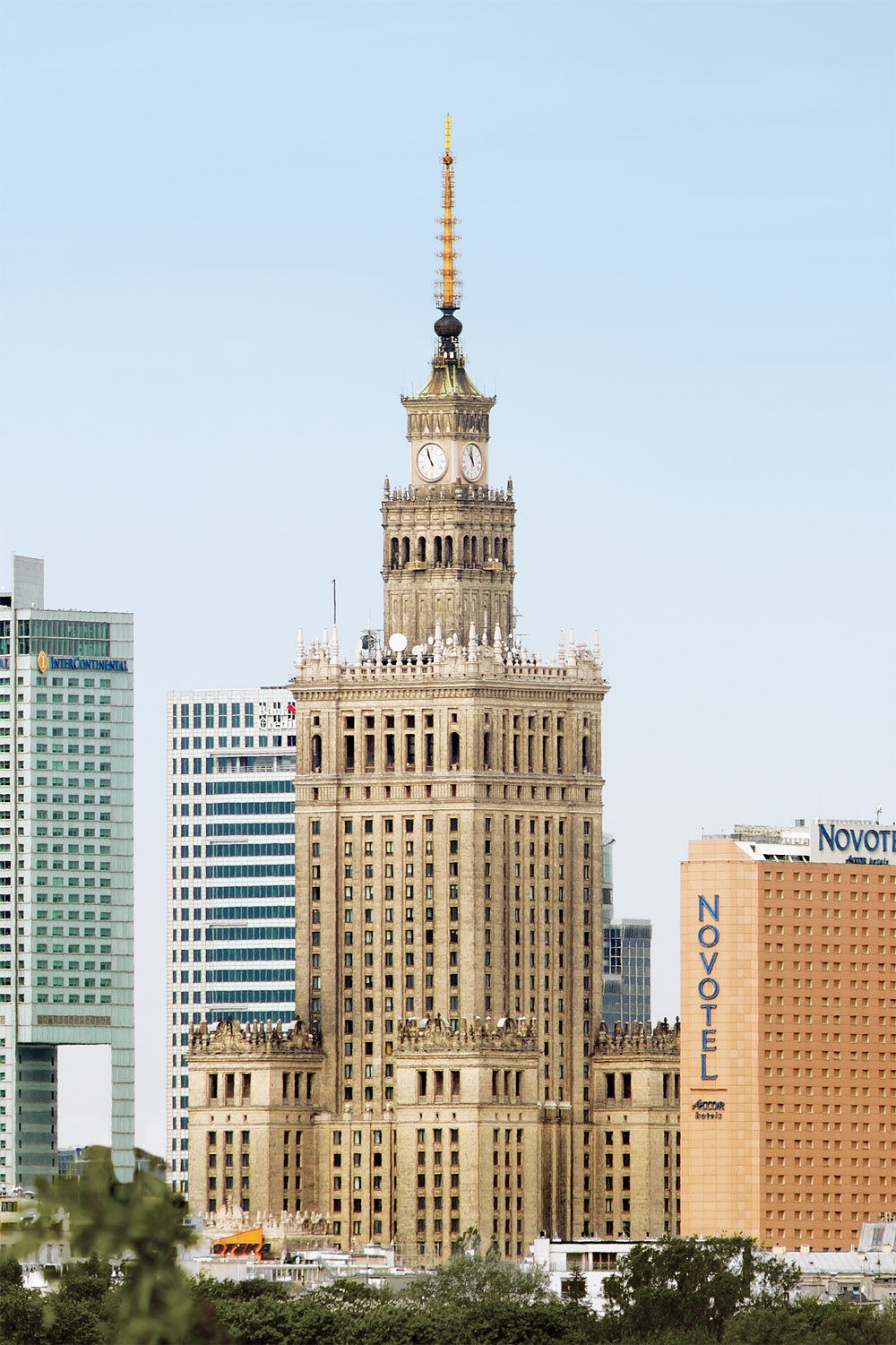
Kulturpalast in Warschau, Polen (eröffnet 1955)

Während in der Sowjetunion Städte mit mehreren Kulturpalästen keine Seltenheit waren, fanden sie sich in anderen sozialistischen Ländern deutlich seltener. In diesen fanden sich dafür dann mehr Klub- und Kulturhäuser. Mehrere sozialistische Hauptstädte erhielten in den 1950er Jahren unter dem Einfluss der stalinistischen Architekturdoktrin ein zentrales, silhouettenprägenden Hochhaus, das Kulturpalast genannt wurde. Paradebeispiel hierfür ist der Kulturpalast in Warschau, welcher in der von der Wehrmacht völlig zerstörten Stadt nach dem Zweiten Weltkrieg zum neuen Wahrzeichen wurde. Auch das Hochhaus der Wissenschaftsakademie in Riga, damals Hauptstadt der Lettischen Sozialistischen Sowjetrepublik, ist eine solche Stadtbilddominante und entstand in den Jahren von 1952 bis 1958 als Kultur- und Wissenschaftspalast. Architekt war jeweils Lew Wladimirowitsch Rudnew.
Sehr viel typischer ist aber der breitgelagerte Bau mit einem Säulenportal, der dadurch einem Palast ähnelt und in zahlreichen Städten erbaut wurde. Auch diese entstanden häufig in der Zeit vor Stalins Tod, etwa der Kulturpalast Markochim im ukrainische Mariupol, errichtet von der gleichnamigen Firma. Entsprechend der allgemeinen Architekturentwicklung änderte sich ihr Aussehen allmählich hin zum Bauwerk der Moderne. In der Tschechoslowakei dominierten lange Zeit die Kulturhäuser, aber in der Hauptstadt Prag entstand in den Jahren von 1976 bis 1981 dann doch noch ein der Moderne zuzuordnender Kulturpalast. In Bulgarien gab es die vorsozialistische Einrichtung der Tschitalischte ( Lesestube), die Hauptstadt Sofia erhielt aber den Nationalen Kulturpalast, der von 1978 bis 1985 erbaut wurde. In der lettischen Stadt Daugavpils entstand mit dem Kultur- und Sportpalast ein seltenes Beispiel eines brutalistischen Kulturpalastes. Andere Beispiele sind der Kulturpalast Farhod im usbekischen Navoiy oder der Kulturpalast «Völkerfreundschaft» im ukrainischen Tscherkassy. Einige der frühen Kulturpaläste werden zudem dem Konstruktivismus zugerechnet, doch insgesamt dominiert der Sozialistische Klassizismus deutlich.
Während in Europa und dem asiatischen Teil der Sowjetunion häufig auf den Klassizismus zurückgegriffen wurde, entschied man sich in anderen asiatischen Ländern für einen Rückgriff auf die eigene Architekturtradition, etwa bei Kulturpalast der Nationalitäten in Peking oder dem Kulturpalast des Volkes in Pjöngjang. Auch dort wurden bereits bestehende Gebäude umgewidmet, etwa der Kaiserliche Ahnentempel zum Pekinger Kulturpalast der Werktätigen.

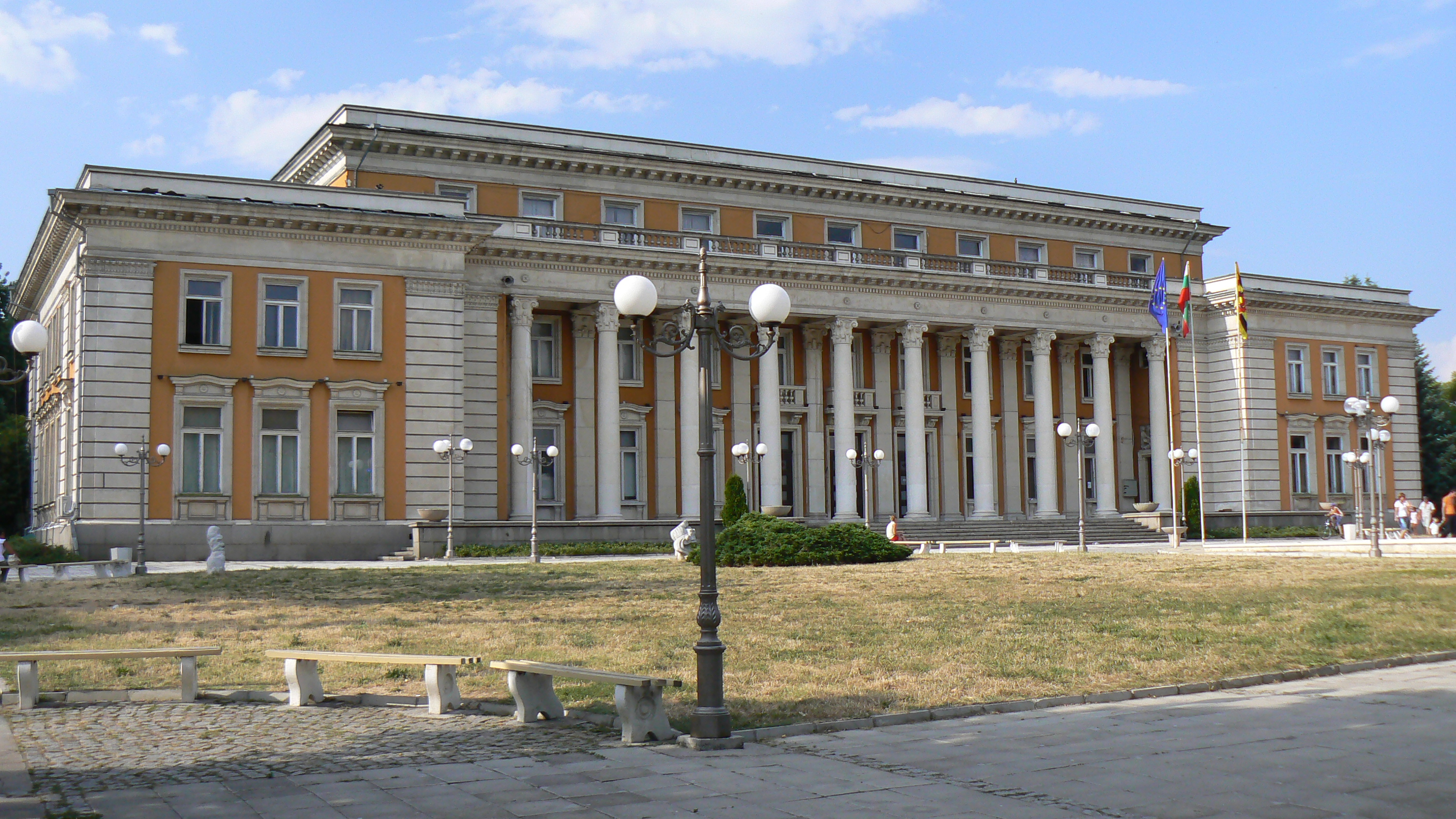
Pernik (Bulgarien)
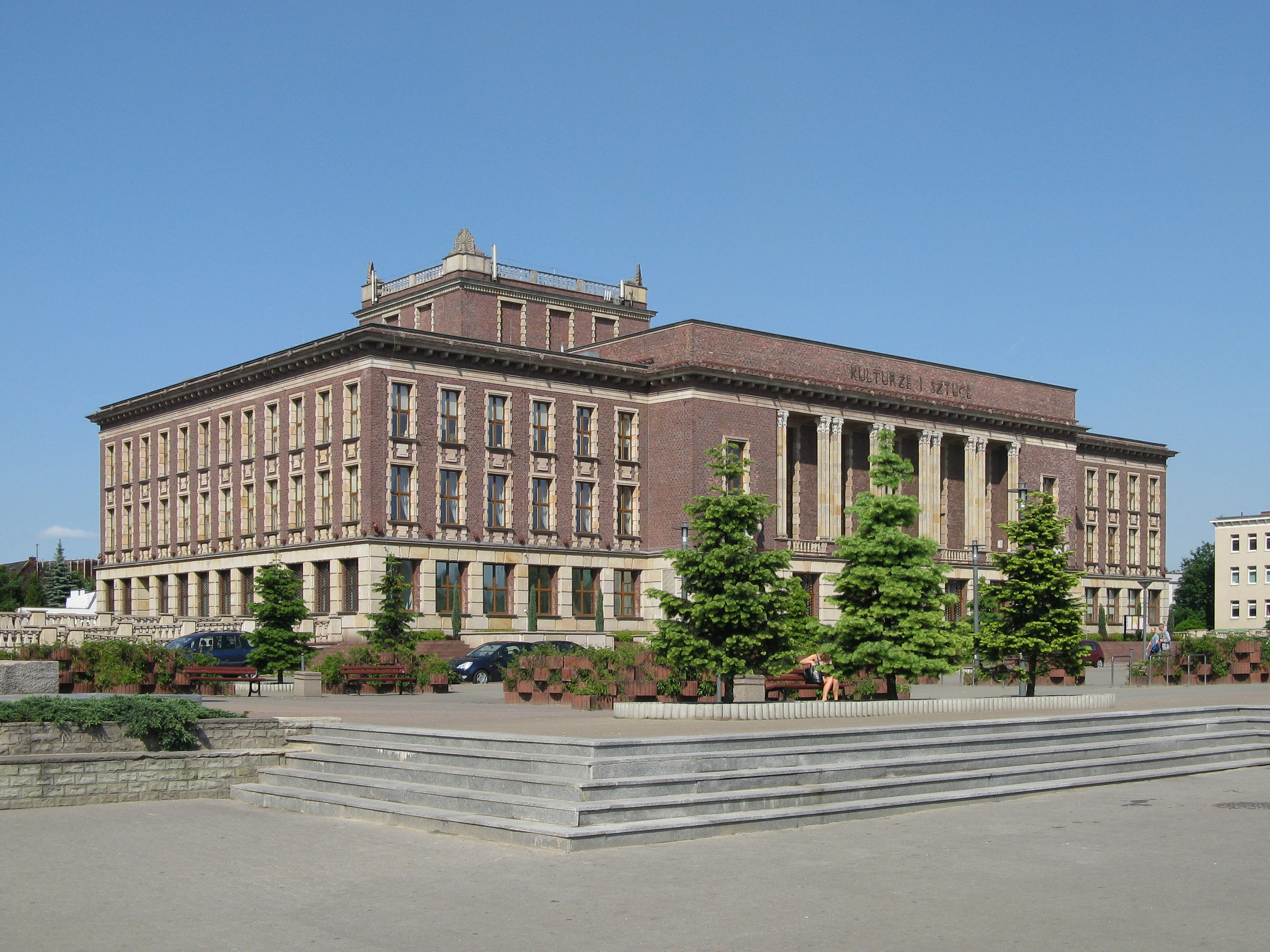
Dąbrowa Górnicza (Polen)
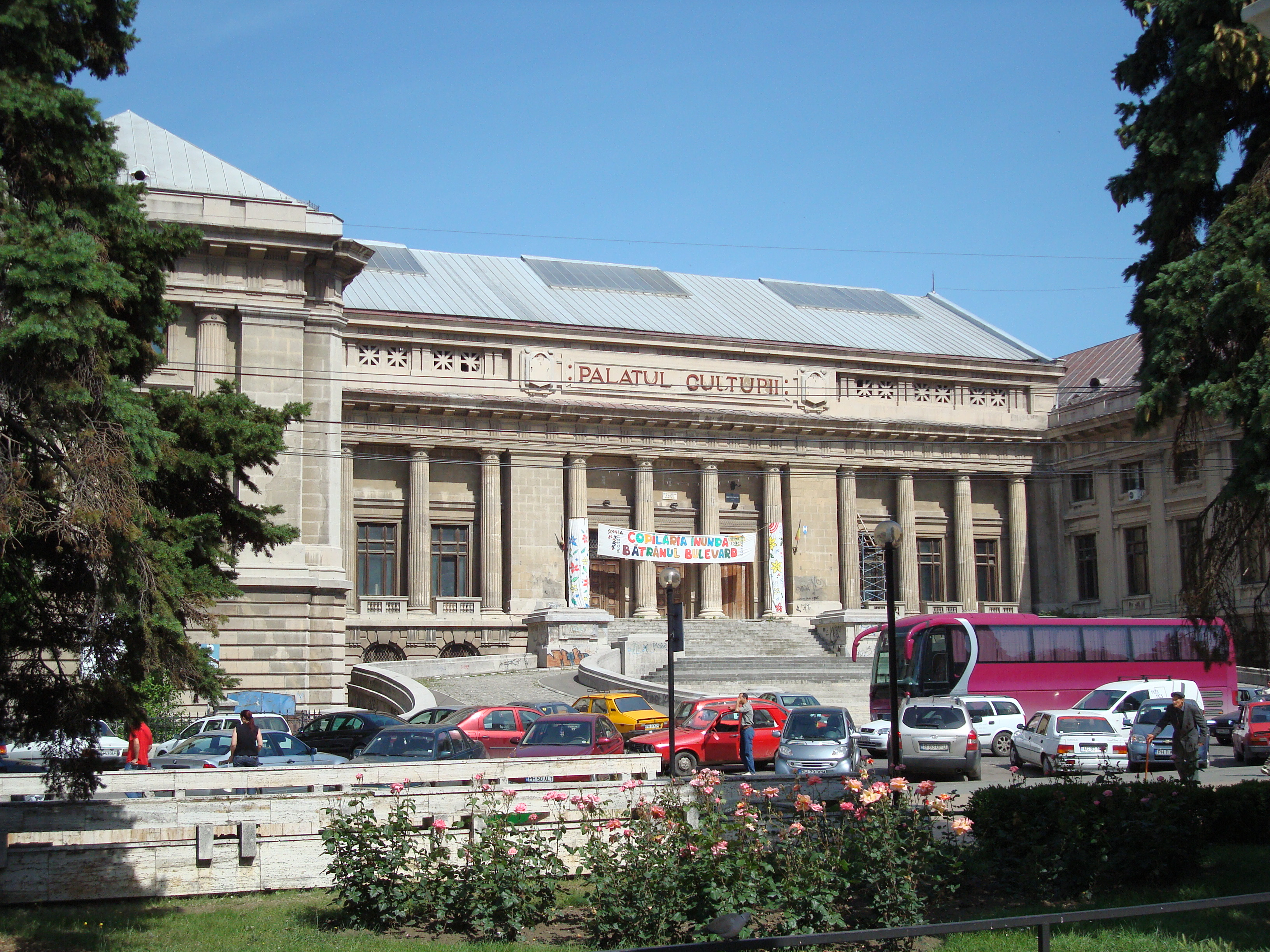
Ploiești (Rumänien)
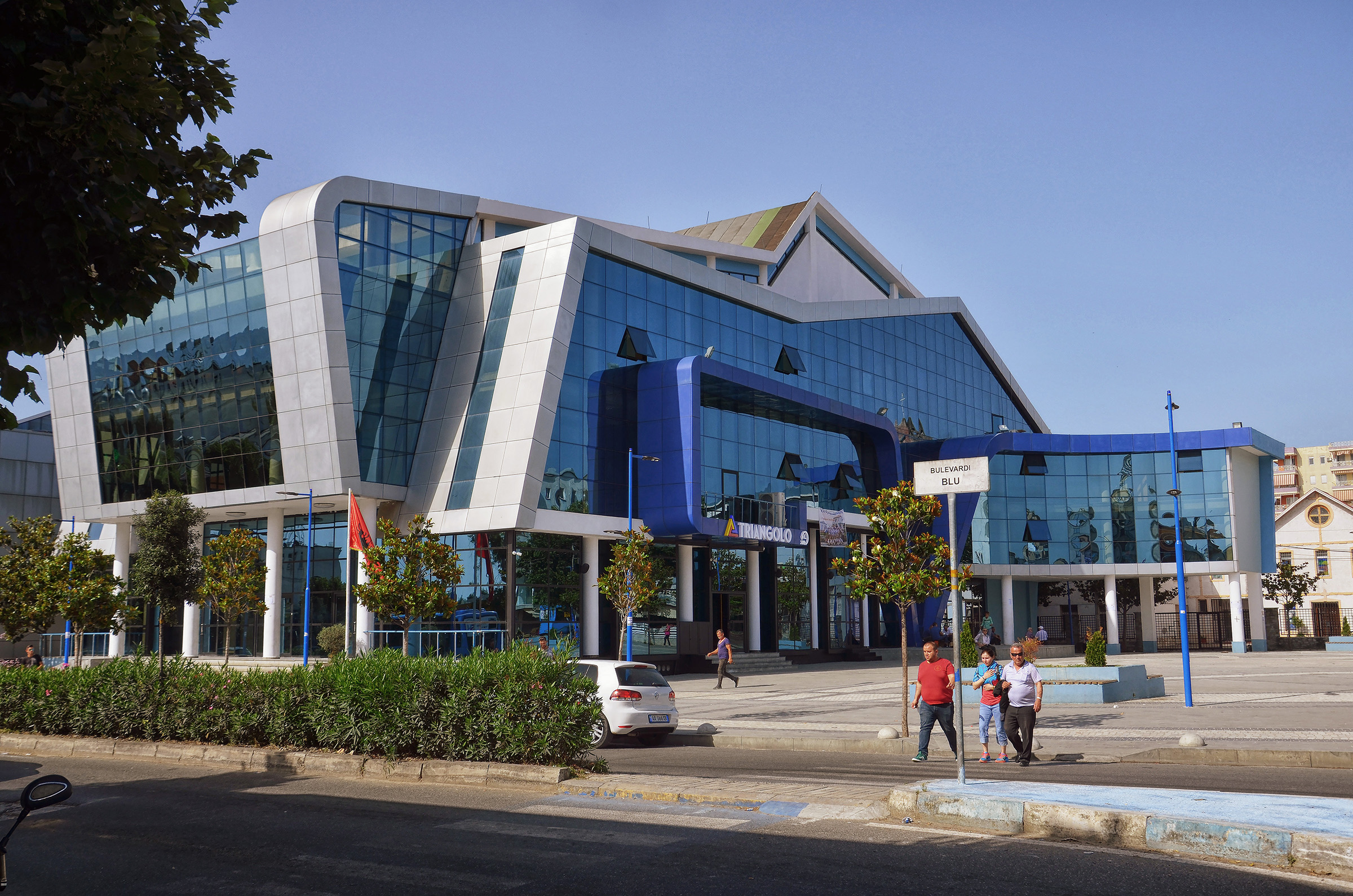
Kamëz (Albanien)
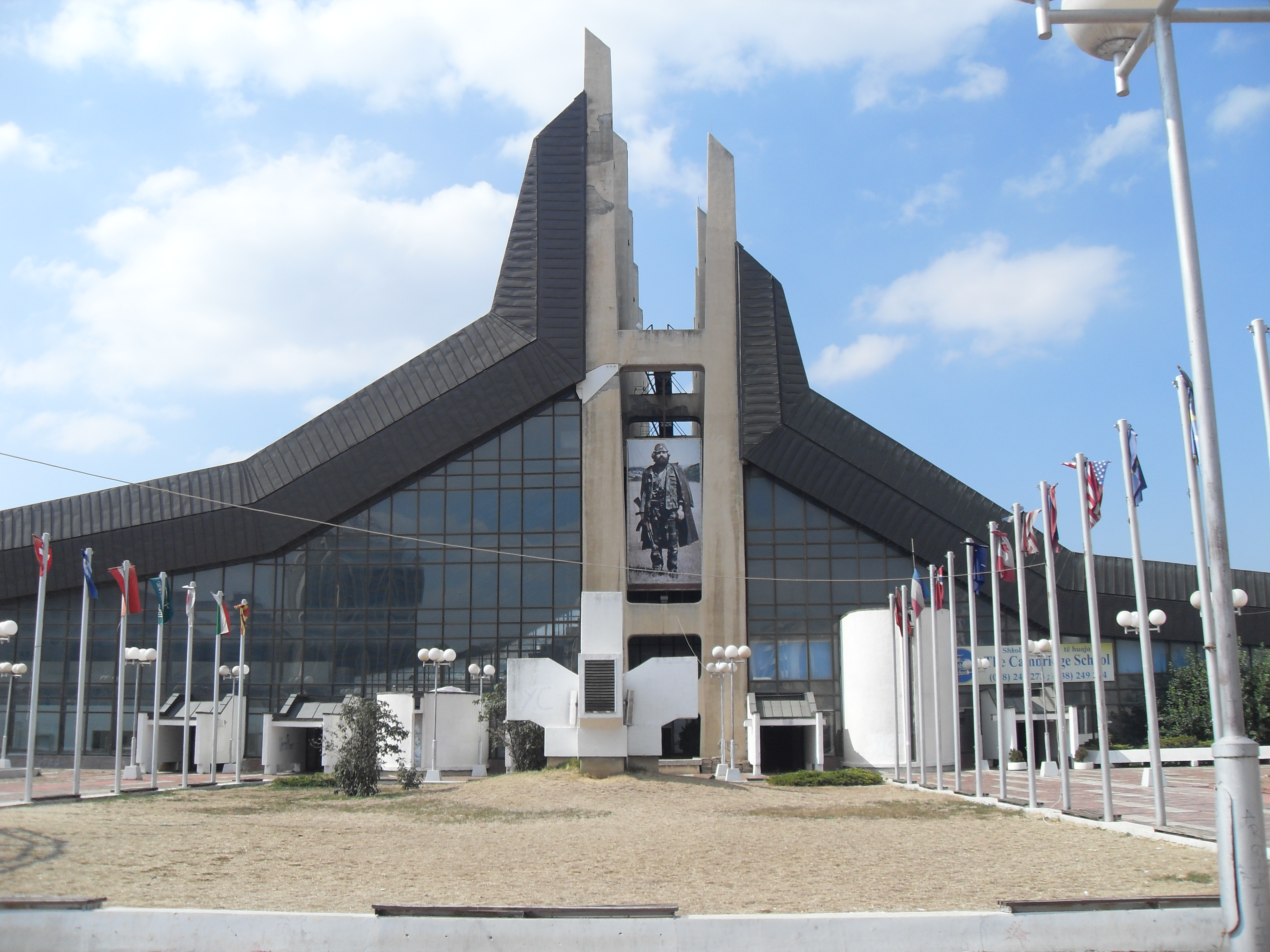
Pristina (Kosovo)
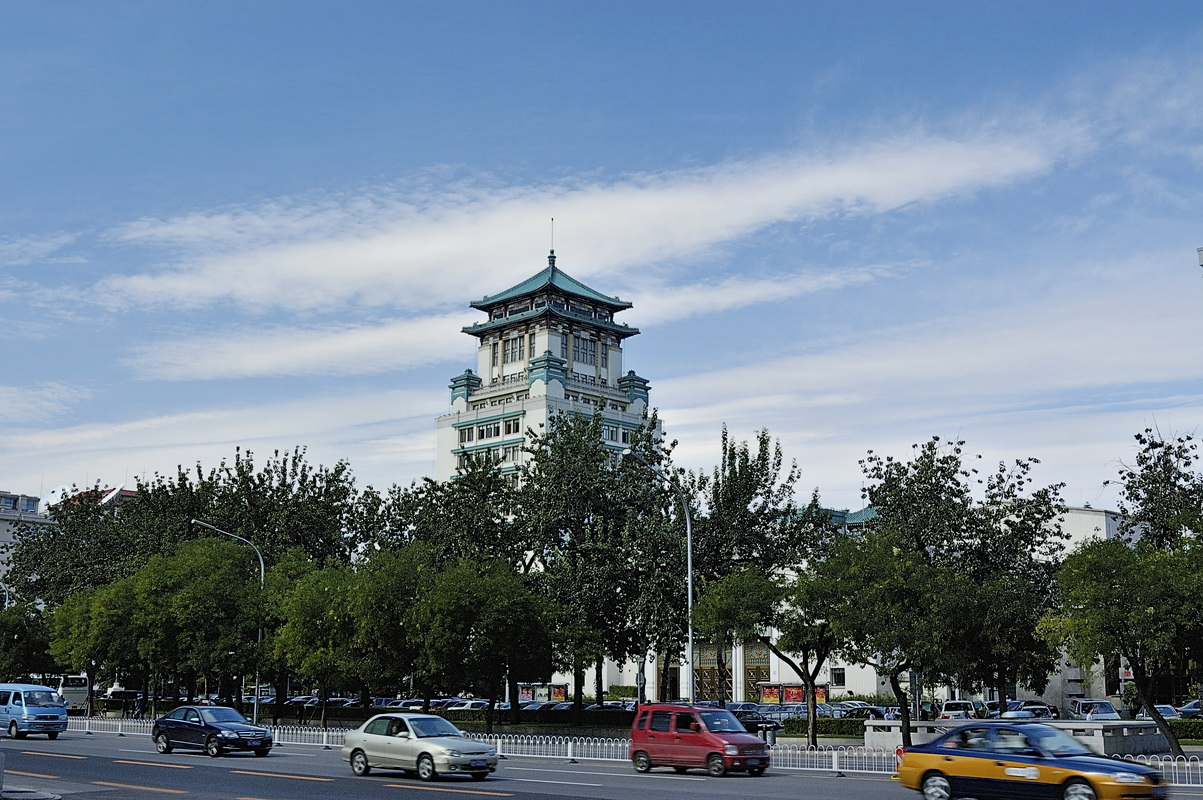
Peking (China)
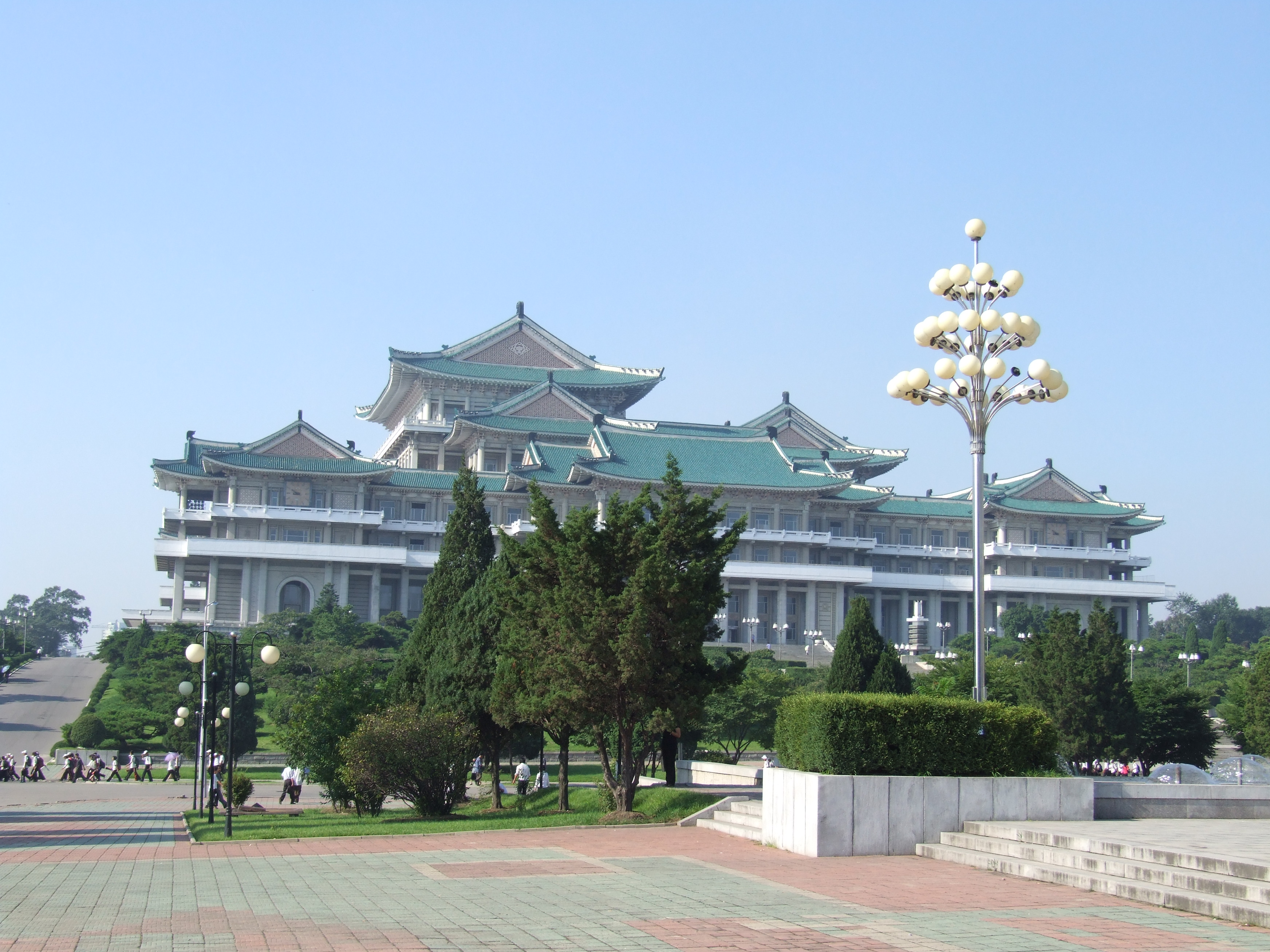
Pjöngjang (Nordkorea)

### Sowjetunion
Als erster neu errichteter Kulturpalast der Sowjetunion gilt der Maxim-Gorki-Kulturpalast in Sankt Petersburg. In den durch die Industrialisierung schnell anwachsenden Städten fanden sich Kulturpaläste – ähnlich wie Sporteinrichtungen – häufig im Bestand eines Werkes, dessen Namen sie dann teils auch trugen (z. B. Kulturpalast «Dniprospezstal» in Saporischschja, der Kulturpalast der AChBK in Almaty oder der Kulturpalast «Neftechimik» in Salawat). Zudem wurden spezielle Kulturpaläste für Kinder (Pionierpaläste) und Studenten (z. B. der Studentenpalast in Dnipro) erbaut. Genaue Zahlen zur Anzahl der Kulturpaläste gibt es nicht. Sie entstanden aber sowohl in den europäischen als auch asiatischen Sowjetrepubliken.
Einzelne Architekten waren auf Kulturpaläste spezialisiert. So können Jakow Abramowitsch Kornfeld zirka zehn Kulturpaläste und Kulturhäuser zugeordnet werden, die sich im Oblast Moskau, aber auch in Rybinsk, Ascha, Woronesch oder Wolgograd befinden. In Sankt Petersburg schuf Dawid Lwowitsch Kritschewski zusammen mit Alexander Iwanowitsch Gegello mehrere Kulturpaläste. In Ischewsk lassen sich mehrere – die von «Ischmasch» und «Ischstahl» – auf Wassili Petrowitsch Orlow zurückführen. Eine deutsch-reformierte Kirche von Harald Julius von Bosse wurde in den 1930er Jahren in Sankt Petersburg zum Kulturpalast der Postarbeiter umgebaut.

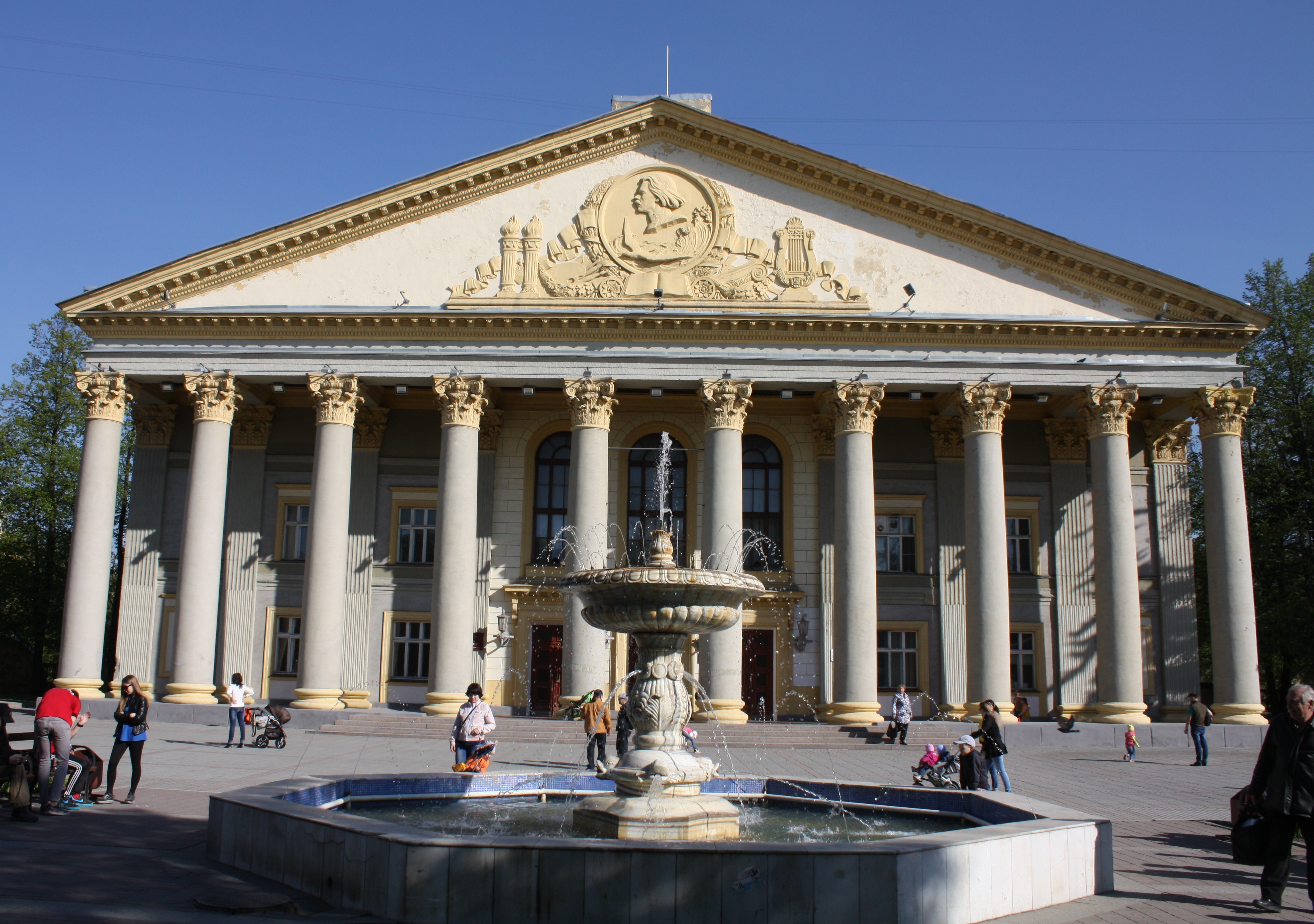
Nowosibirsk (Russland)
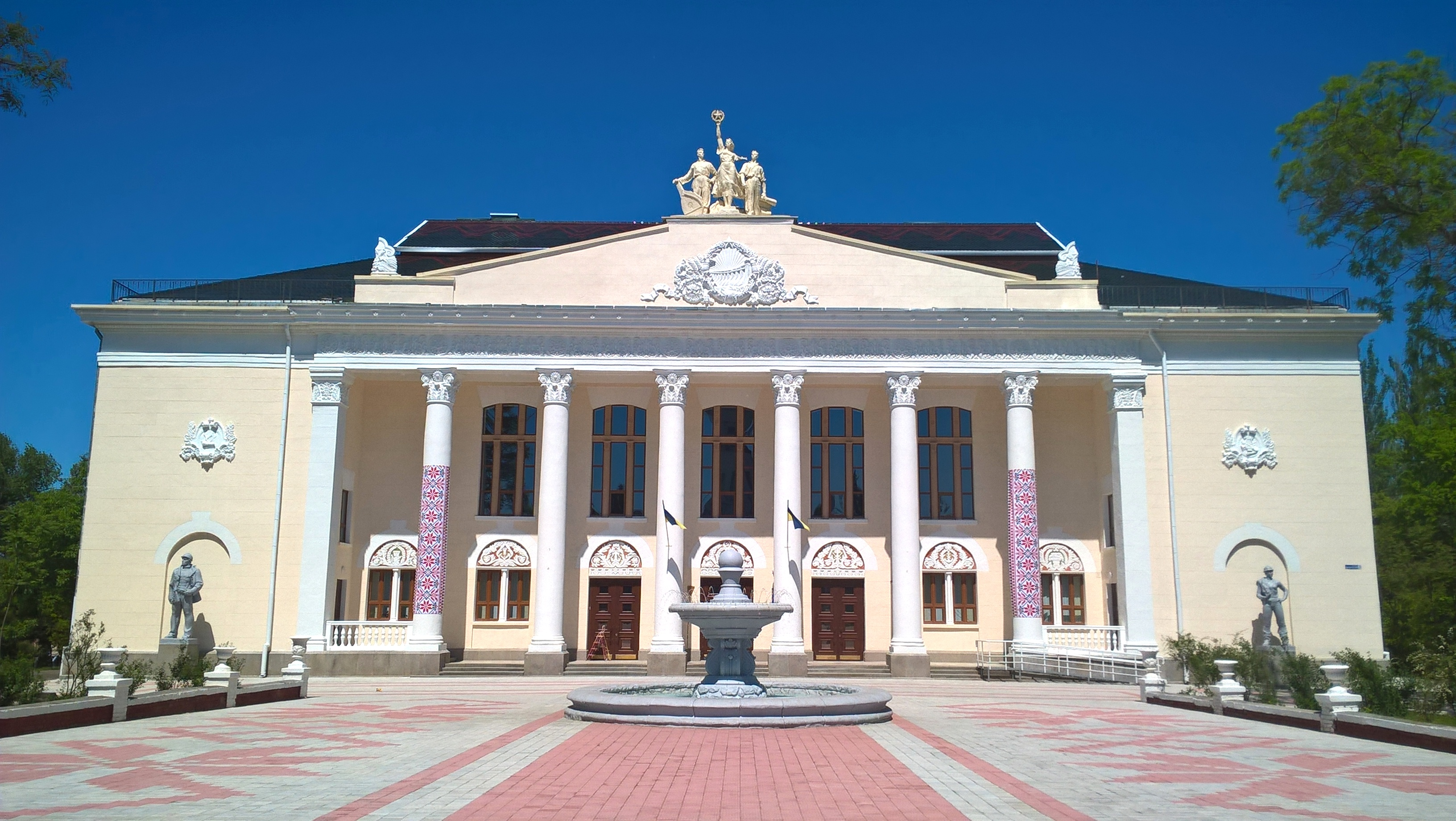
Nowa Kachowka (Ukraine)
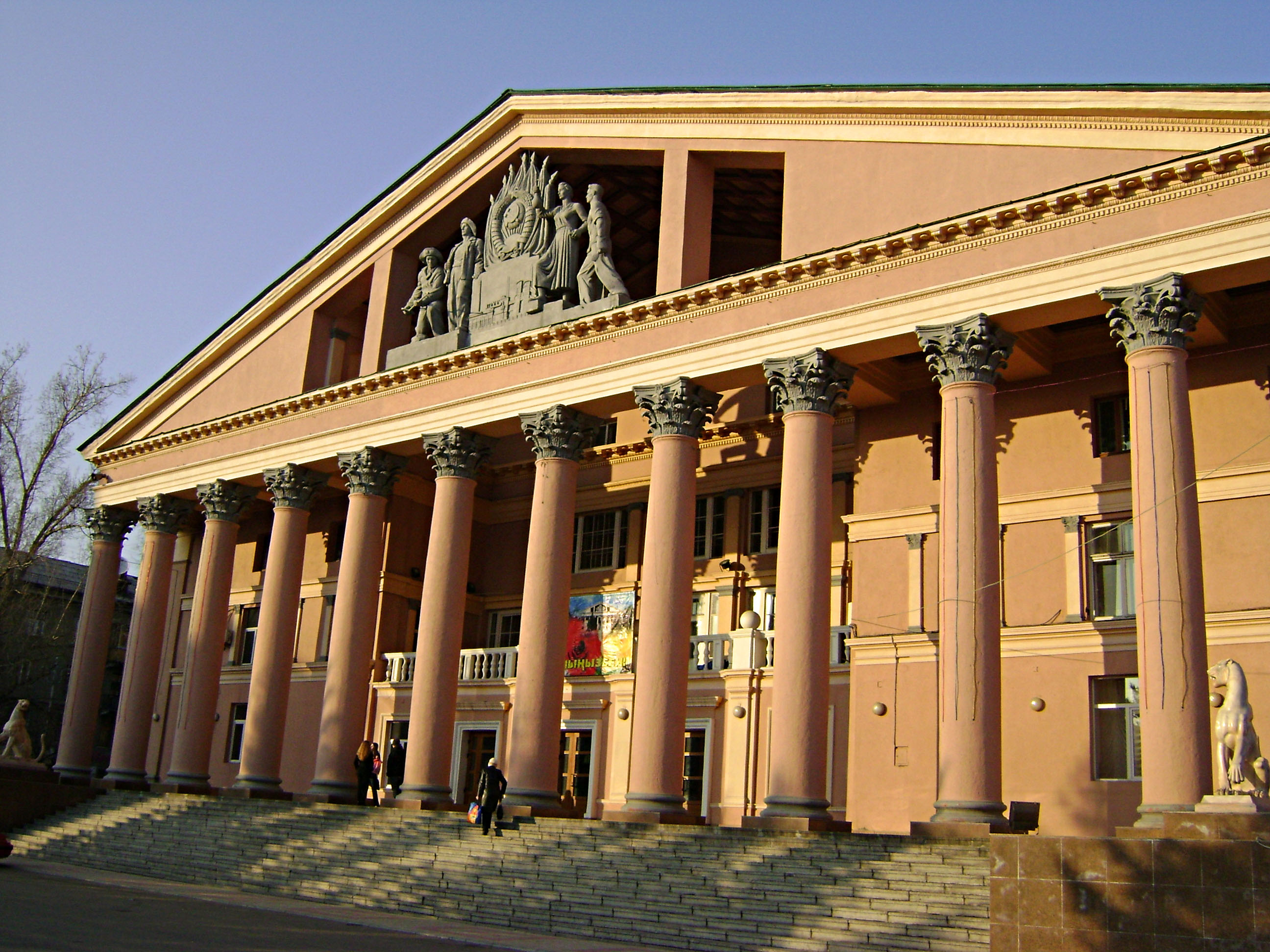
Öskemen (Kasachstan)
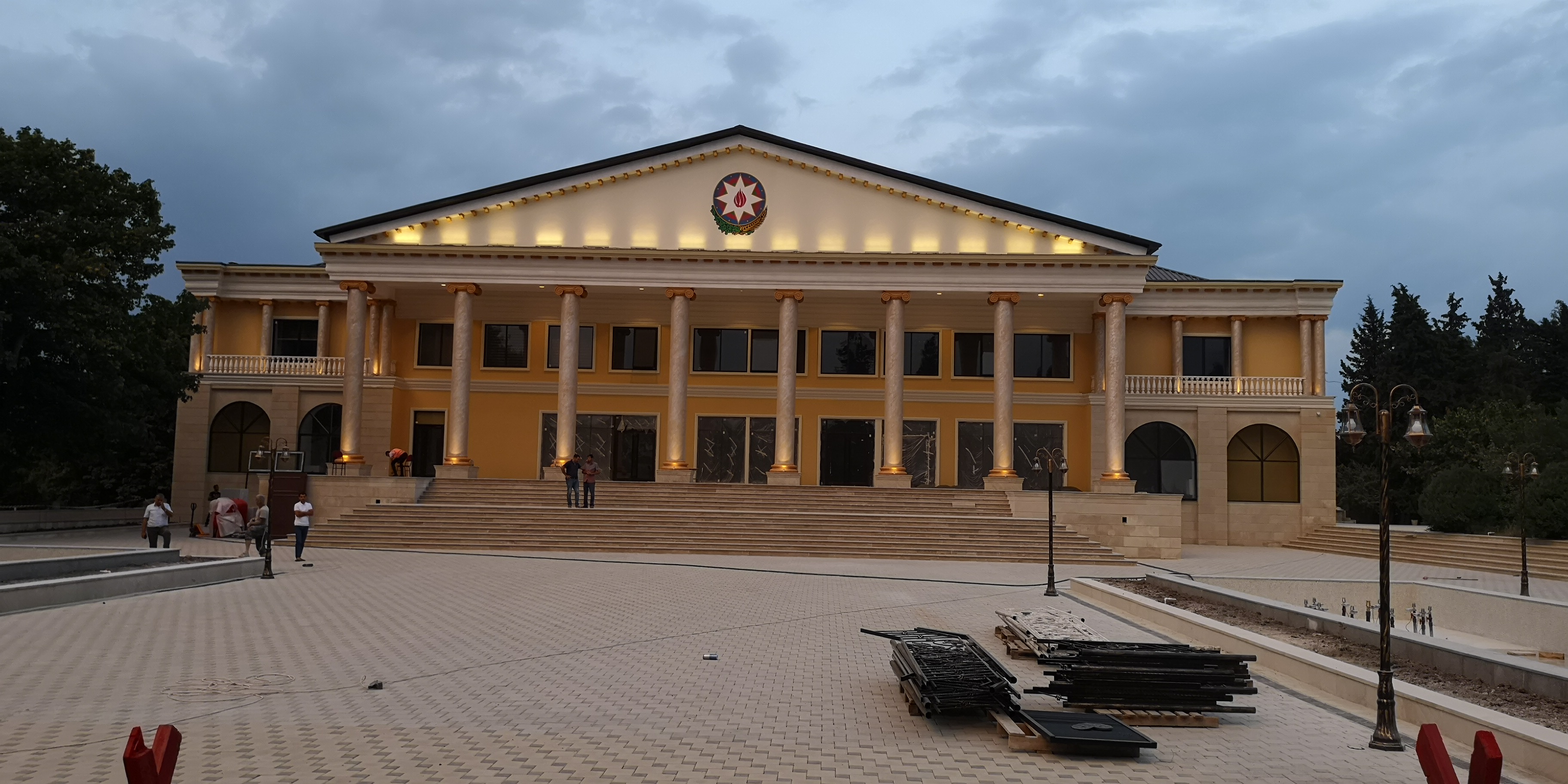
Iwanowka (Aserbaidschan, 1981–1985[9])
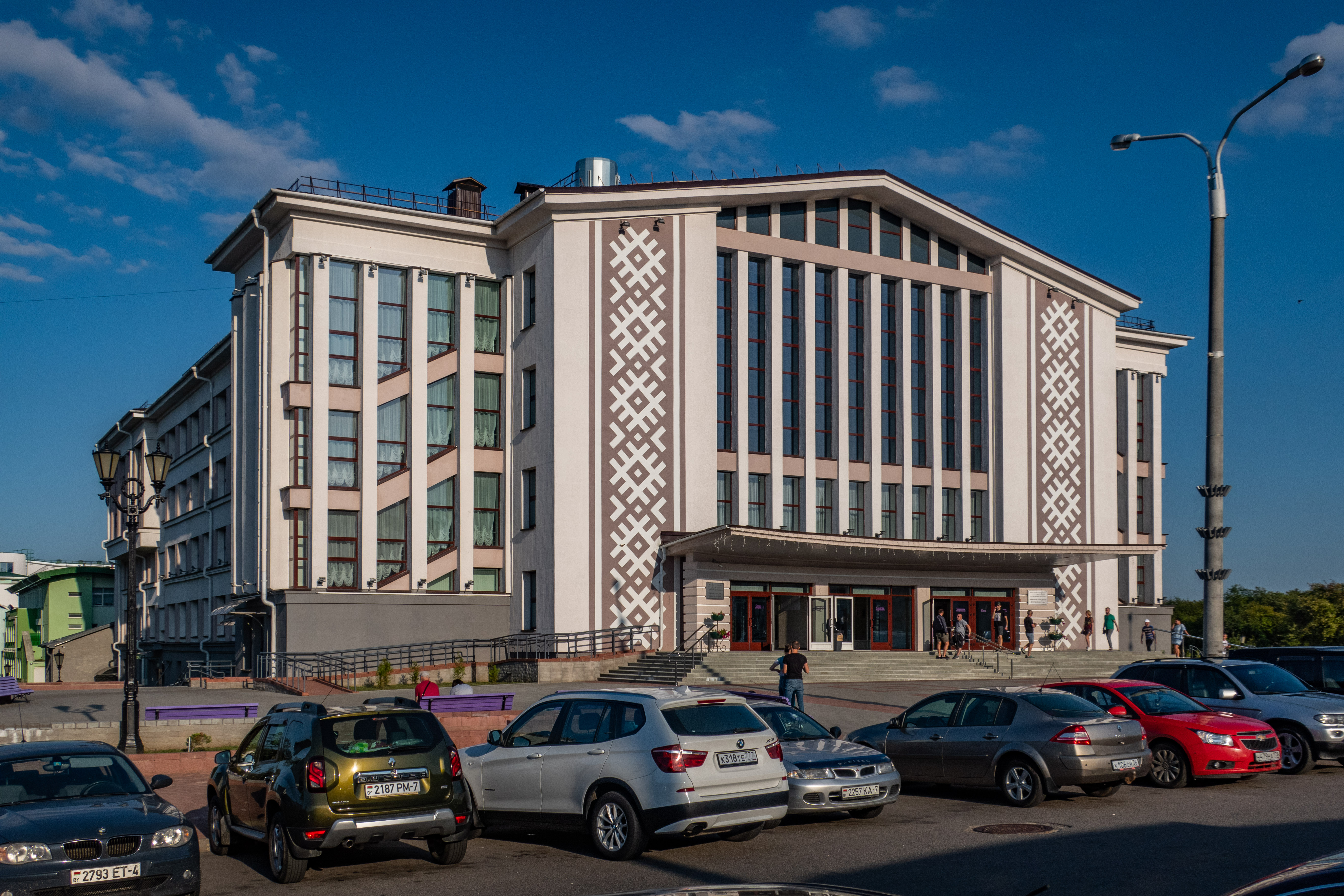
Minsk (Belarus)
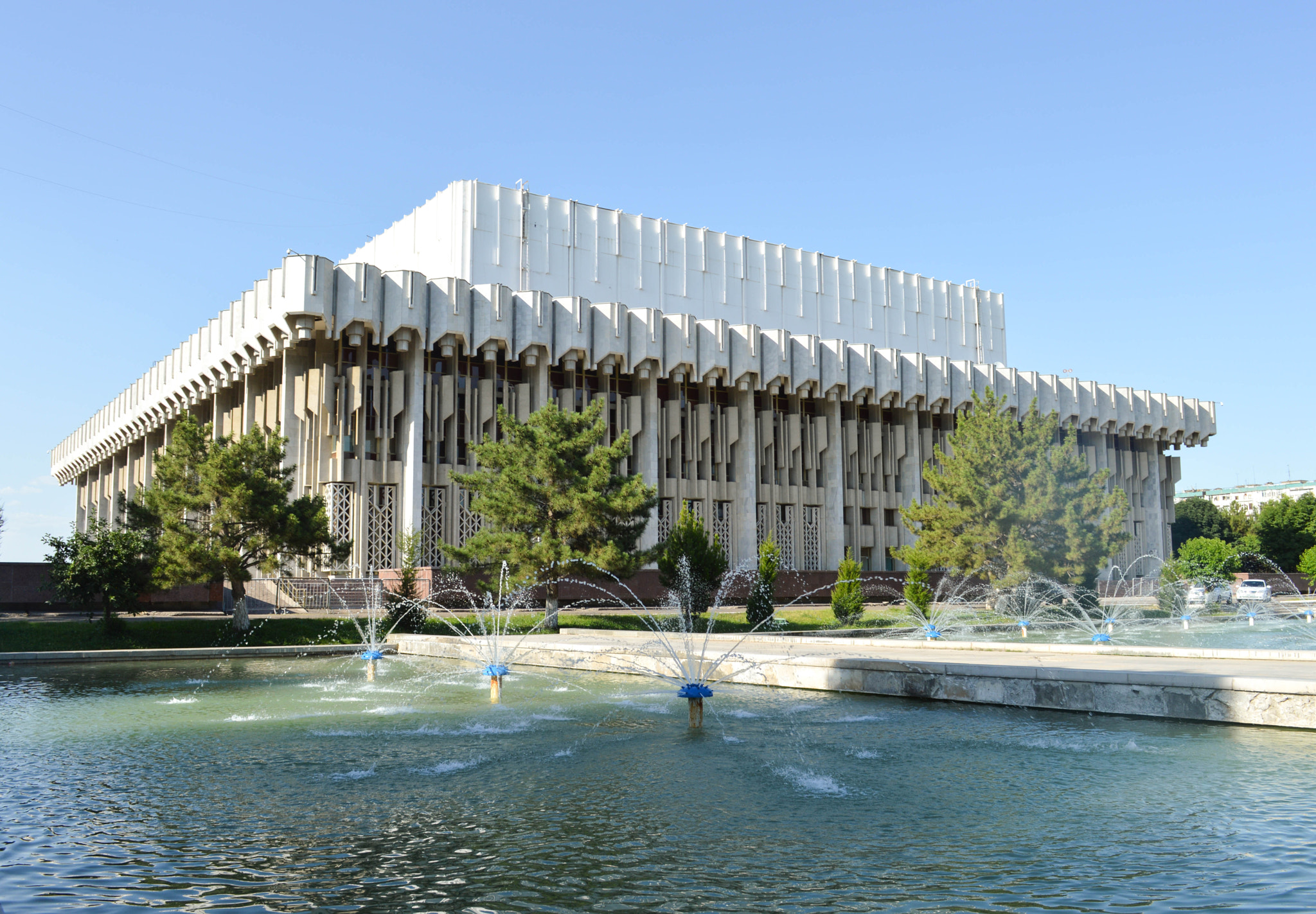
Taschkent (Usbekistan)
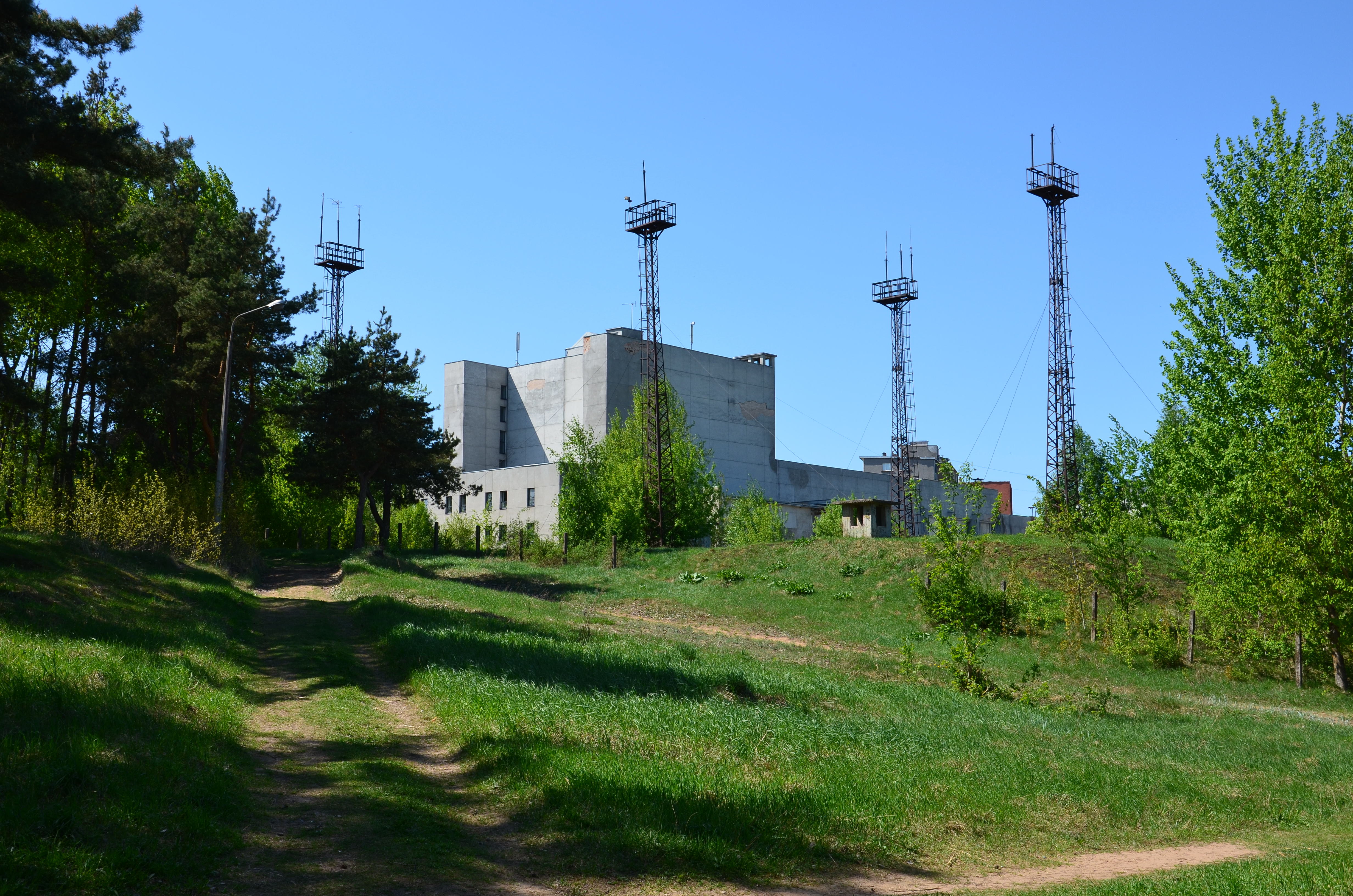
Daugavpils (Lettland)
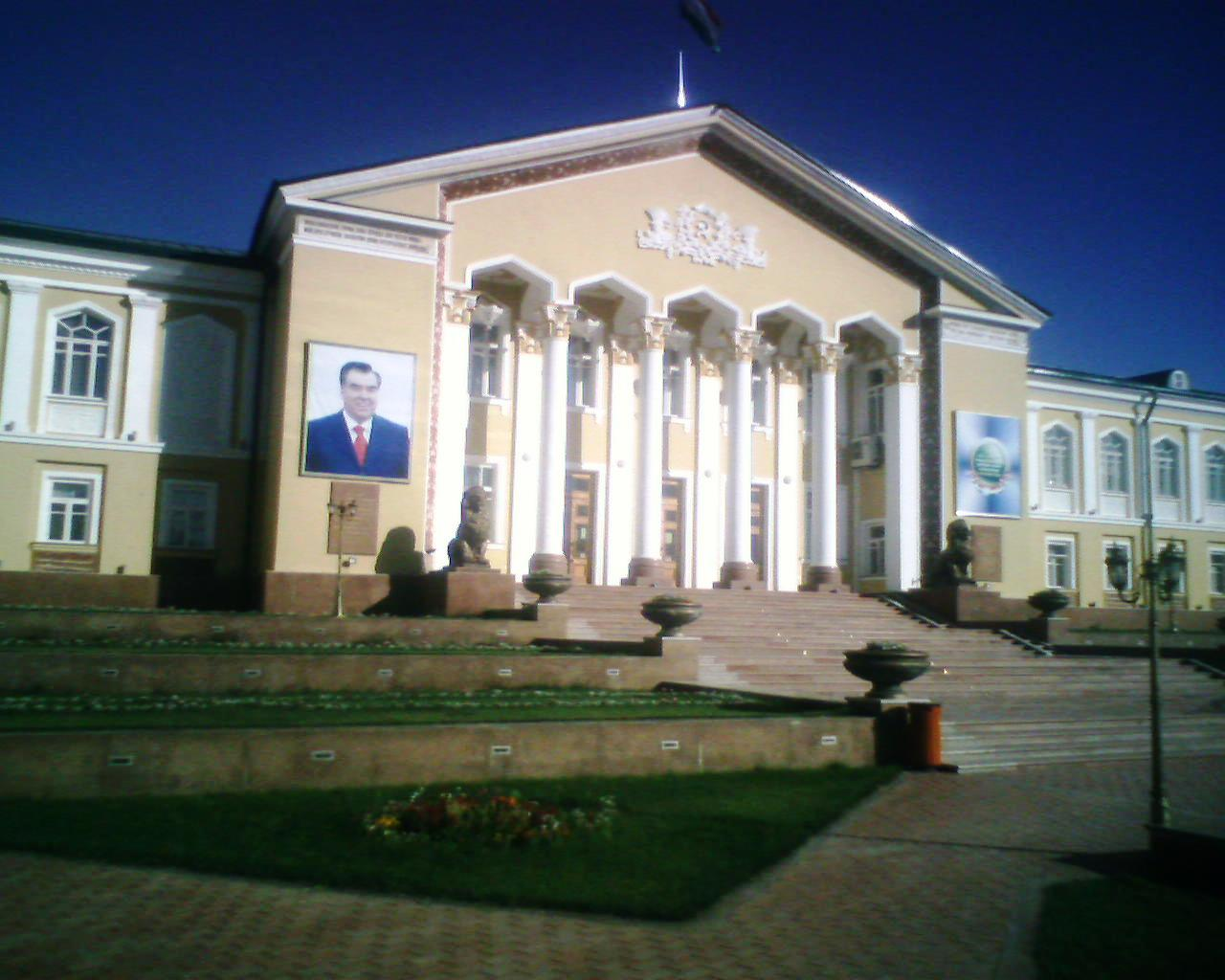
Arbob (Tadschikistan)

### Deutsche Demokratische Republik

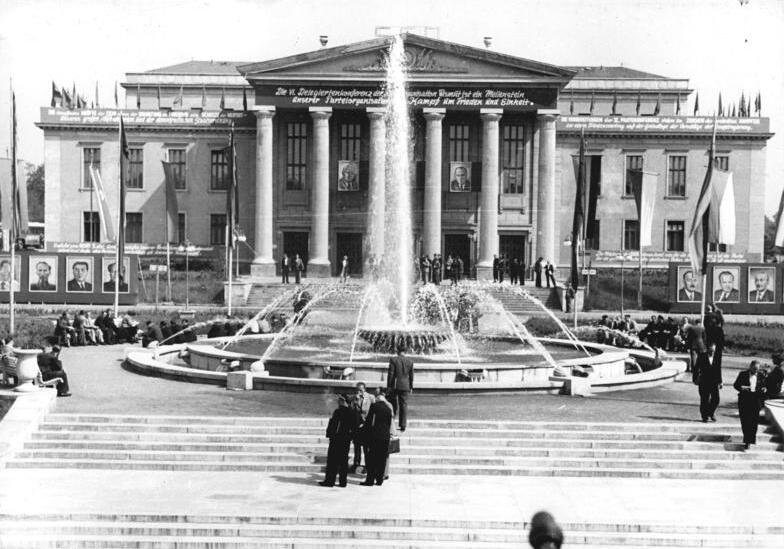
Erster Kulturpalast der DDR in Chemnitz (eröffnet 1950)

Der erste Kulturpalast der DDR im Stil des Sozialistischen Klassizismus wurde 1950 im Auftrag der SAG Wismut als „Kulturpalast der Bergarbeiter“ in Chemnitz-Rabenstein errichtet. Die Architekten waren Kurt Ritter, Adam Bugner und Joachim Rackwitz. Der Kulturpalast beherbergte einen Theatersaal mit etwa 900 Plätzen, einen zweiten großen Saal für Tanzveranstaltungen, ein Restaurant und ein Café, eine Bibliothek sowie ein Damen-, Kinder-, Musik- und Billardzimmer. Das unter Denkmalschutz stehende Gebäude wurde saniert und umgenutzt.
Die Bezeichnung als Kulturpalast wurden nur selten gewählt. Der zwischen 1966 und 1969 von dem Architekten Wolfgang Hänsch entworfene Kulturpalast in Dresden ist in seinem Original mit einem großen Saal für Konzerte und Kongresse, einem Kammertheater und mehreren Versammlungssälen dem Typ eines Kultur- und Kongresszentrums zuzurechnen. Er steht seit 2008 unter Denkmalschutz und wurde 2017 saniert und umgebaut. Während der einstige Multifunktionssaal nunmehr ein reiner Konzertsaal ist und die zweite Bühne entfiel, wurden das Äußere, sowie Foyer, Eingangsbereiche und Treppenhäuser nach den originalen Plänen von 1966/68 wieder hergestellt, dabei wurden auch originale Bauteile, die in den Jahren seiner Nutzung abhandenkamen, rekonstruiert.
Der Kulturpalast Bitterfeld, ein typisches Beispiel der Moderne, war Wilhelm Pieck gewidmet, der in Böhlen Otto Grotewohl. Der als Archetyp unter den rund 2000 Kulturhäusern der DDR geltende Kulturpalast Unterwellenborn steht samt seiner Parkanlage unter Denkmalschutz, ebenso der von Böhlen. In der Wuhlheide entstand von 1976 bis 1979 ein Pionierpalast «Ernst Thälmann», der mittlerweile als Freizeit- und Erholungszentrum (FEZ) firmiert.
Das Kreiskulturhaus Murchin wird in Artikeln noch heute häufiger „Kulturpalast“ genannt. Das erklärt sich daraus, dass es zunächst als Kulturpalast «Mátyás Rákosi» durch die Maschinen-Traktoren-Station Anklam erbaut und erst im Jahr 1964 zum Kreiskulturhaus umfunktioniert wurde. Betreut wurden die Kulturpaläste in der Spätphase der DDR durch die AG Kulturpaläste, Stadthallen und Kulturparks, die sich auch AG Große Häuser nannte, und die dem Ministerium für Kultur (DDR) unterstand. Das heutige Aussehen des Friedrichstadt-Palastes in Berlin geht auf den Entwurf für einen Kulturpalast in Damaskus zurück.

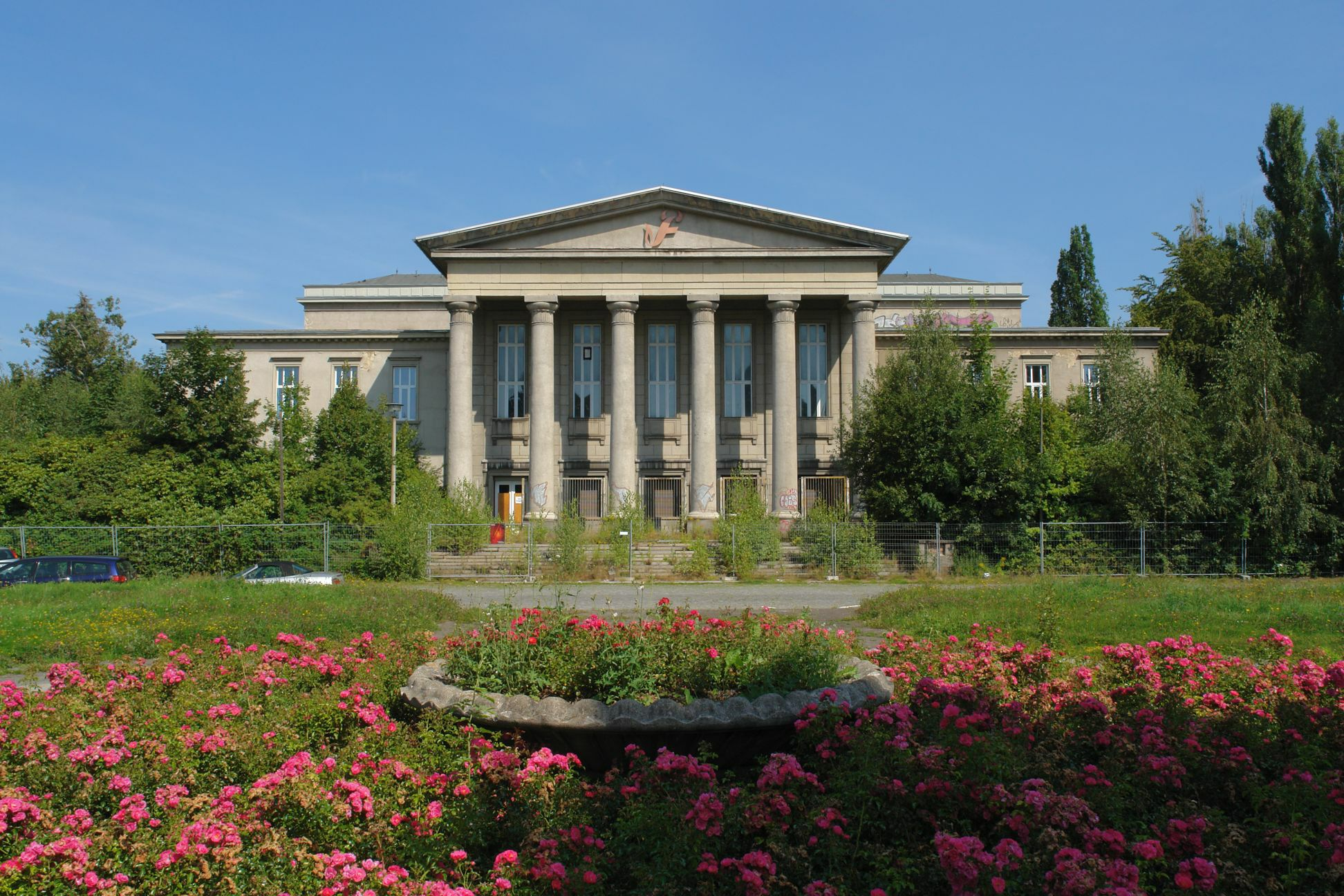
Chemnitz (Sachsen; 1950[12])
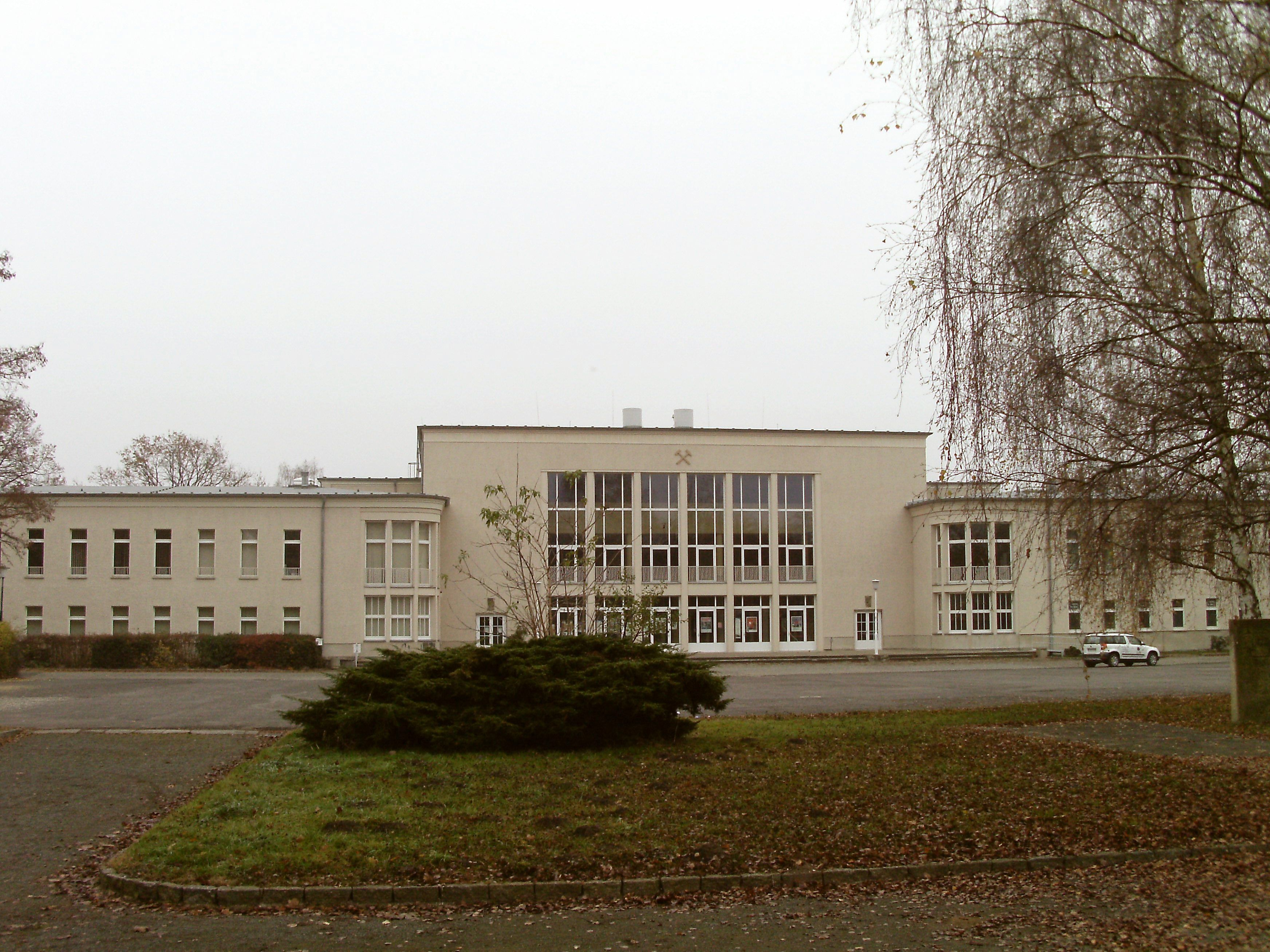
Böhlen (Sachsen, 1949–1952[13])
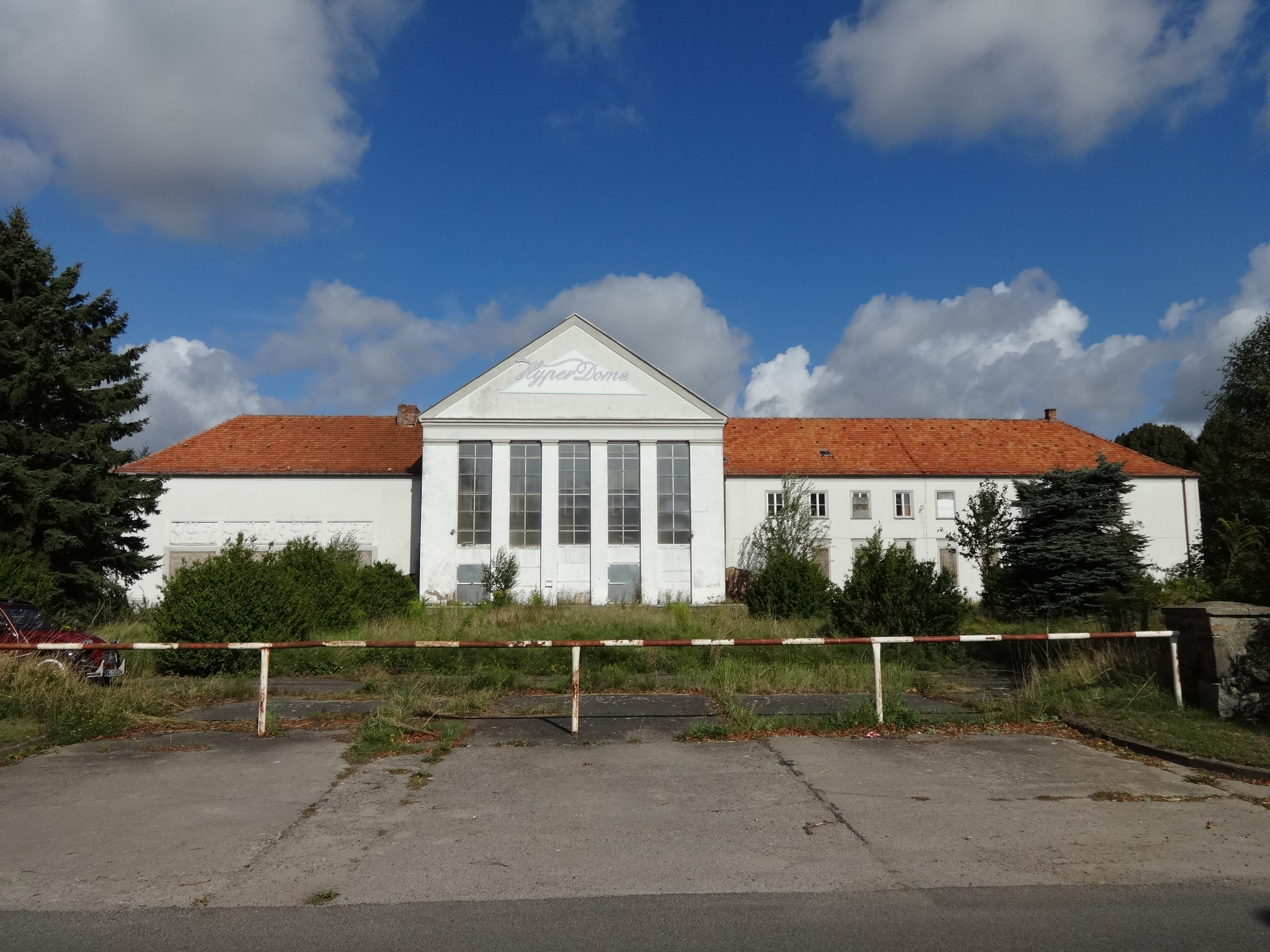
Murchin (Mecklenburg-Vorpommern, 1952–1954)
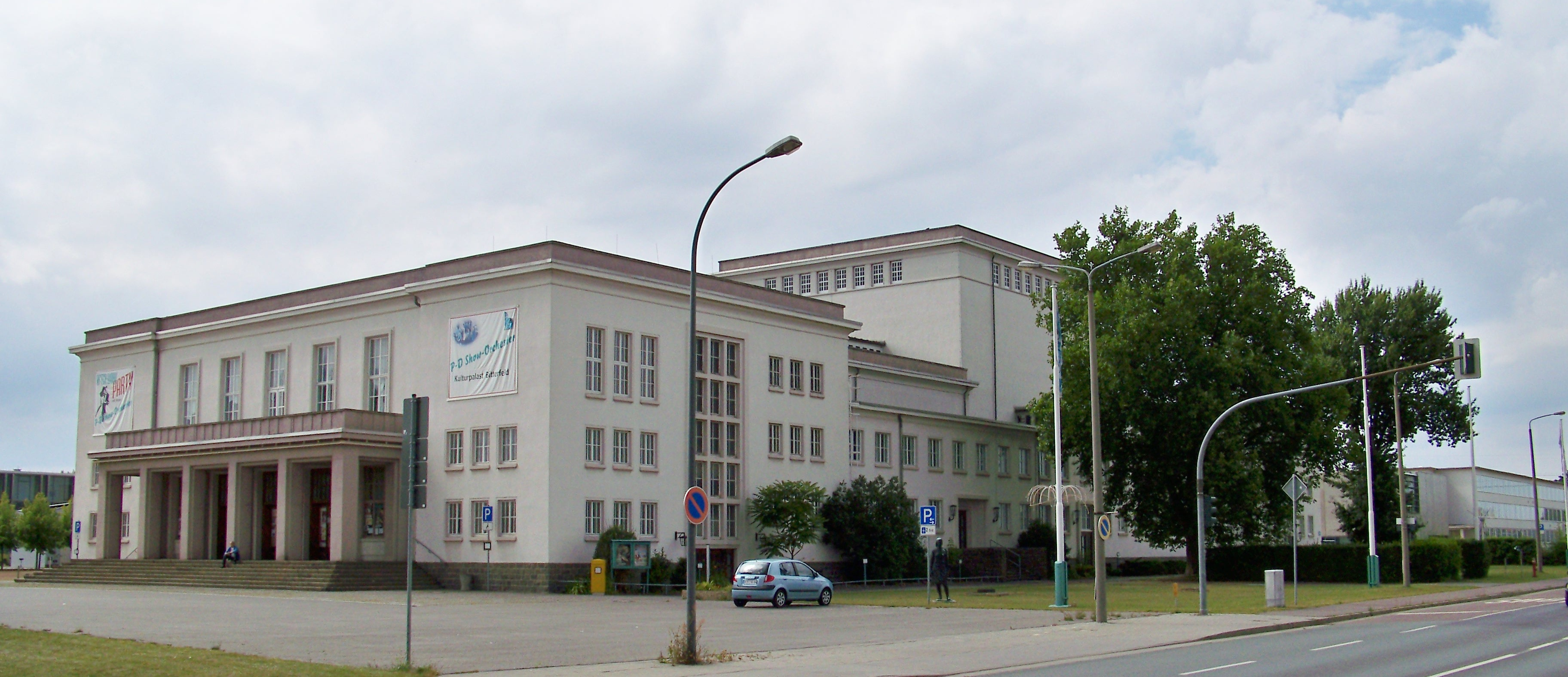
Bitterfeld (Sachsen-Anhalt; 1952–1954[14])
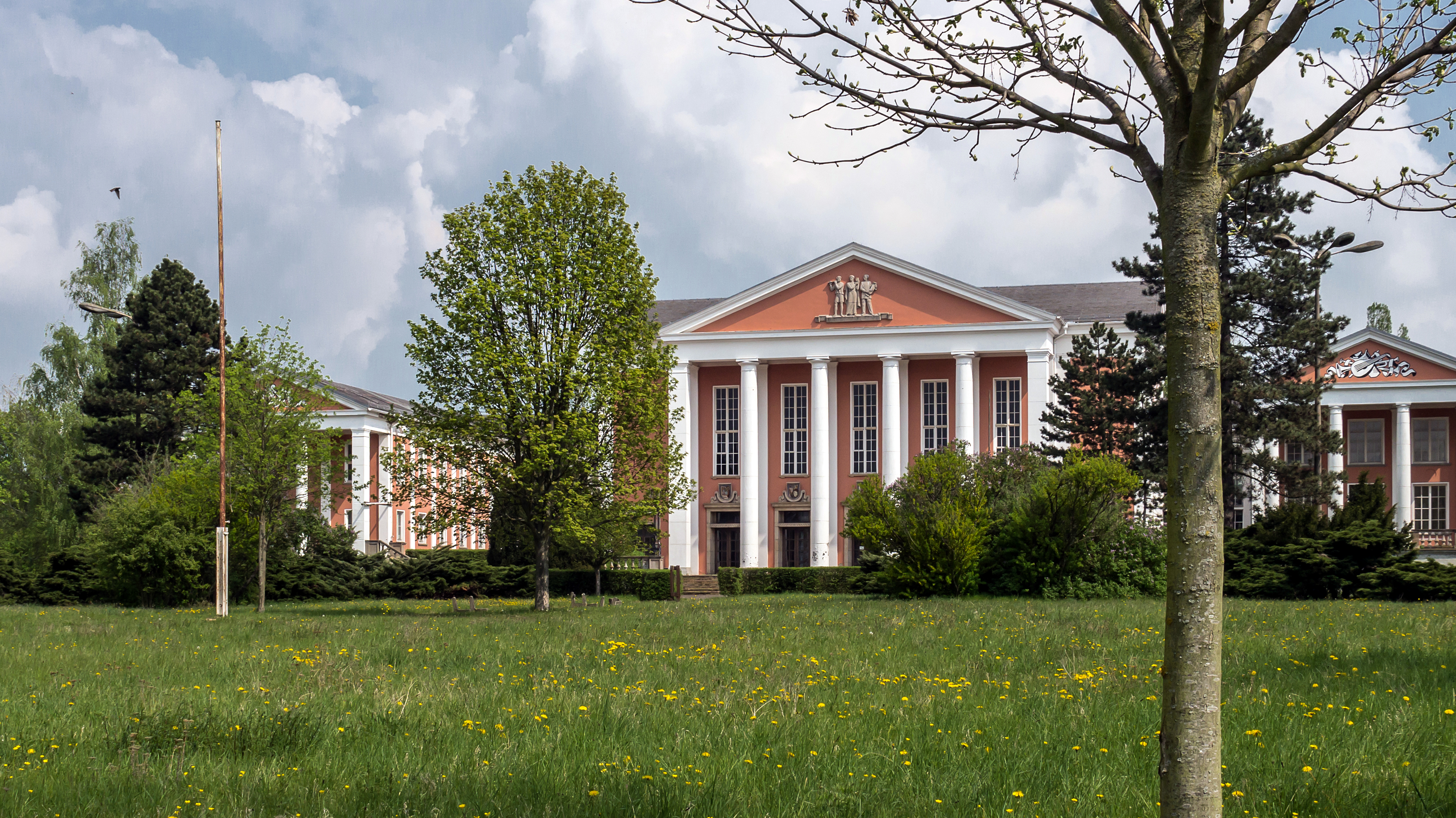
Unterwellenborn (Thüringen; 1952–1954[15])
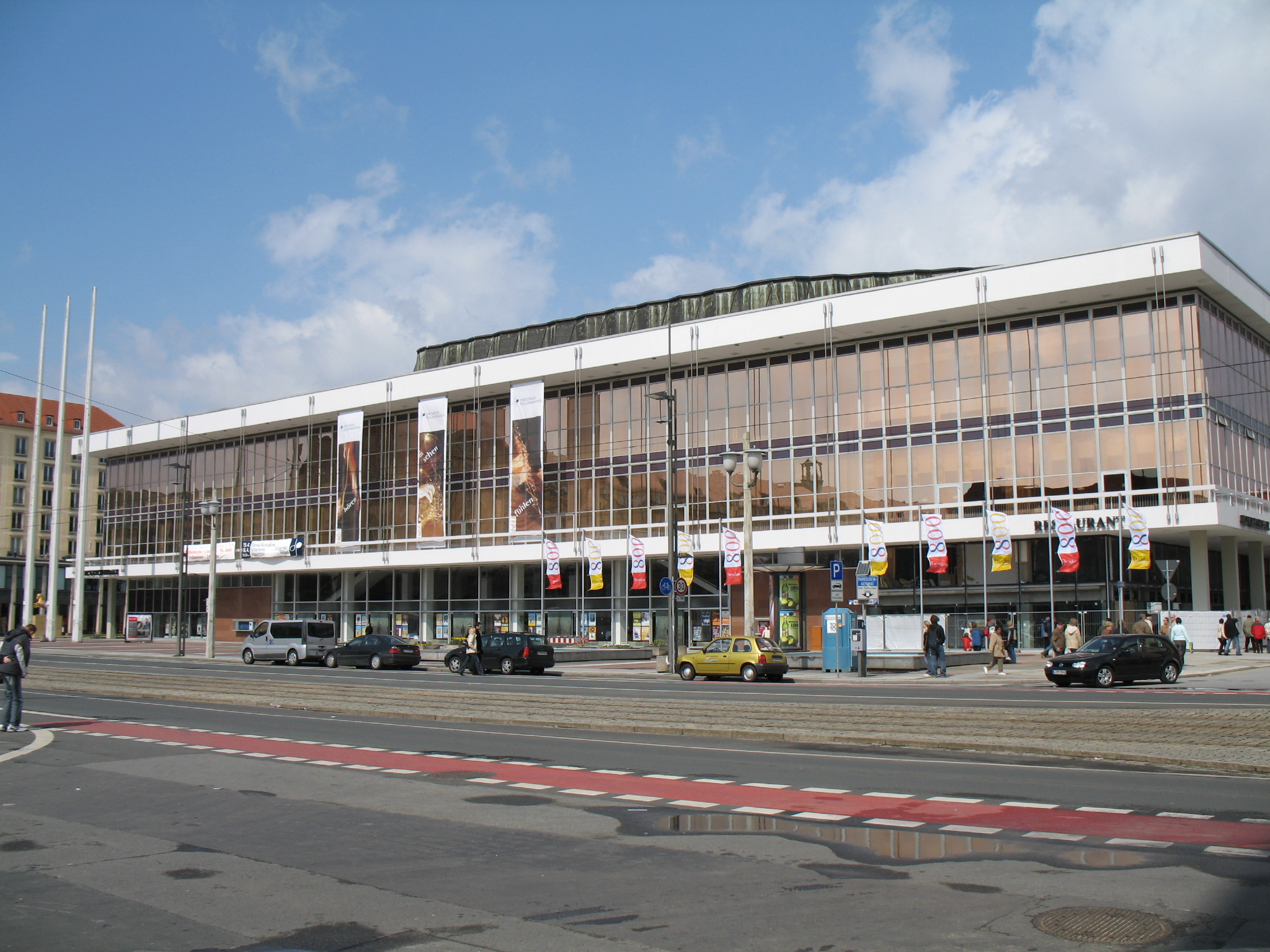
Dresden (Sachsen; 1967–1969,[16] 2015–2017 im Äußeren wieder hergestellt, Saal und Nutzungsbereiche komplett umgebaut)
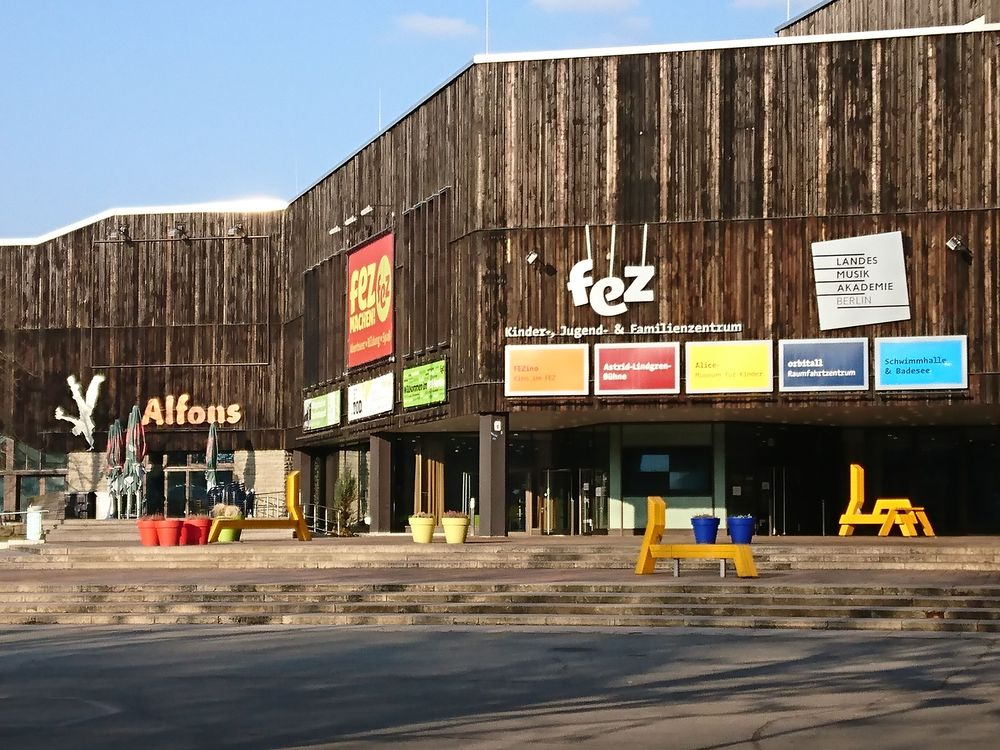
Pionierpalast «Ernst Thälmann» in Berlin

### Nichtsozialistische Staaten
Deutschsprachige Staaten 
In den nichtsozialistischen Ländern bzw. den Nachfolgestaaten der sozialistischen Staaten wird das Wort „Kulturpalast“ teils ironisch benutzt. Anstelle von palastartigen Bauten bezeichnen sich kleinere und oft schmucklose Einrichtungen – etwa ein Veranstaltungslokal in Rosenthal-Bielatal, ein Musikclub in Hannover-Linden oder die Kunstgalerie Kulturpalast Gesundbrunnen/Wedding International in Berlin – mit diesem Begriff. Es gibt aber auch umgenutzte Bauten, die heute diesen Namen tragen und die optisch entfernt an Kulturpaläste erinnern. Der Kulturpalast in Wiesbaden ist ein Kulturzentrum im historistischen Tattersall, der Scala Kulturpalast in Werder (Havel) – ein Veranstaltungsort mit dem Fokus auf Filmvorführungen – befindet sich in einem historischen Kino-Bau. Auch der Gloria Kulturpalast in Landau in der Pfalz, der Kunst und Kultur fördern will, nutzt ein ehemaliges Lichtspielhaus. Das Begegnungszentrum Archiv in der Templiner Vorstadt Potsdams nennt sich auch „Alternativer Kulturpalast“ bzw. „Unabhängiger Unkommerzieller Kulturpalast Potsdam“. Darüber hinaus wird der Begriff im übertragenen Sinn genutzt. Eine Fernsehsendung trägt den Titel zdf.kulturpalast, in Wien nennt sich ein Medienunternehmen Kulturpalast, in Mühlheim-Saarn wird die entwidmete Christuskirche für Veranstaltungen von Hillas KulturPalast genutzt und auf dem Wolfgangshof wird seit 1999 jährlich das Festival Kulturpalast Anwanden veranstaltet.